# Николаев, Василий Павлович
Василий Павлович Николаев (1920—2009) — советский хозяйственный, государственный и политический деятель. Герой Социалистического Труда (1966). Член КПСС.
Окончил Высшую партийную школу при ЦК КПСС (1956).

## Биография
Родился 12 января 1920 года в селе Рухловка Акмолинского уезда Омской губернии (ныне — район имени Габита Мусрепова Северо-Казахстанской области Казахстана). Вскоре семья переехала в город Урюпинск Царицынской губернии.
С 1920 года — на хозяйственной, общественной и политической работе.
Участник Великой Отечественной войны, начальник радиостанции 99-го авиахимического полка 119-й разведывательной Краснознамённой эскадрильи 7-й отдельной армии.
В 1948—1963 гг. — первый секретарь Краснослободского, Алексеевского, Калачёвского райкомов партии Сталинградской/Волгоградской области.
В 1963 году избран первым секретарем Нехаевского райкома КПСС Волгоградской области.
Указом Президиума Верховного Совета СССР от 23 июня 1966 года присвоено звание Героя Социалистического Труда с вручением ордена Ленина и золотой медали «Серп и Молот».
С 1973 года — заместитель начальника Волгоградского областного управления сельского хозяйства.
Делегат XXII съезда КПСС.
С 1980 года — на пенсии. Умер в Волгограде 28 декабря 2009 года.